# 拉法市

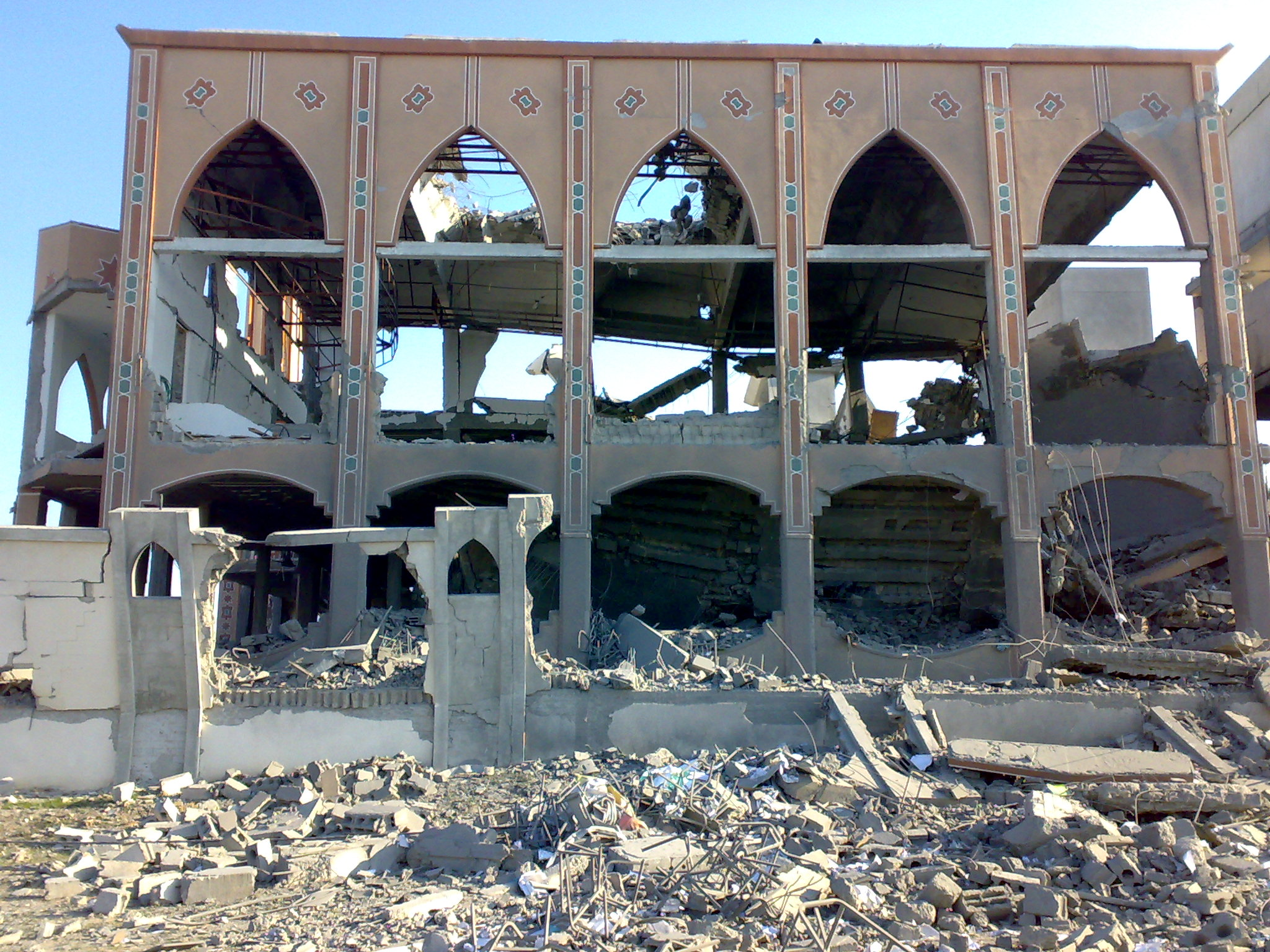
在加沙戰爭中被以色列國防軍破壞的清真寺

拉法（阿拉伯语：رفح，羅馬化：Rafaḥ，IPA：[ˈɾɑfɑħ]），或稱拉法赫，是加沙地带靠近埃及边境的一个城镇，亦是拉法省的省会。在边境埃及一侧的西奈半岛，還有一个同名的城镇。

## 字源
| r · Z1 | p | w | bH · mDAt | xAst |

| r · Z1 | p | w | bH · mDAt | xAst |

历史上，古埃及称它为Robihwa，亚述人称它为Rafihu，希腊人和古罗马人称它为Raphia。亚拉姆语的Targum Onkelos认为圣经中的Chatzerim指的就是拉法，但是对此没有其它证据。
在英語中，源自現代阿拉伯語的Rafah(/ˈrɑːfə/ (美國) 或/ˈræfə/ (英國))最為常見，但也使用 Rafiah /rəˈfiːə/ （源自現代希伯來語）。Raphiah /rəˈfaɪə/（來自古希伯來語）的形式也被使用，特別是在拉菲亞戰役等歷史背景。

## 發展
1906年10月1日的奥斯曼帝国-英國協議在奧斯曼統治的巴勒斯坦和英國統治的埃及之間劃定了從塔巴到拉法的邊界。第一次世界大戰後，巴勒斯坦也受英國控制，但埃及與巴勒斯坦邊界仍保留，以控制當地貝都因人的行動。 1930年代中期，英國加強了邊境管制，拉法逐漸發展成為一個邊境小鎮，成為半定居貝都因人的貿易和服務中心。第二次世界大戰期間，它成為英國重要的基地。
拉法是南部地带的最大城镇，人口大约9万6千，其中4万4千人居住在其周围的两个难民营中，北面是加拿大营，南面是拉法营。现被哈马斯组织占领。
自2023年以色列国防军（IDF）对加沙发动战争以来，大批逃难的加沙平民逃往拉法，在此处的避难所也已相当拥挤。尽管以色列政府宣布加沙以南的一半区域为安全区，但IDF还是对该地区进行了大规模轰炸。据《纽约时报》的一项调查估计，截至 2023年12月21日，以色列国防军至少投掷了200次2000磅炸弹。

## 参見
- 拉法省
- 加沙—以色列隔离墙
- 埃及—加沙邊界
- 埃雷兹口岸
- 费城走廊